# Janusz Dec
Janusz Dec (ur. 29 stycznia 1965 w Piotrkowie) – polski piłkarz grający na pozycji obrońcy, trener.

## Przebieg kariery
Kluby, w których występował Dec to Sygnał Lublin, Górnik Łęczna, Motor Lublin, Hetman Zamość, Petrochemia Płock, Lublinianka, Stal Stalowa Wola i Lewart Lubartów.